# 范德堡大学
范德比尔特大学（英語：Vanderbilt University，非正式简称Vandy或VU）是一所位于美国田纳西州纳什维尔的私立研究型大学。南北战争结束后，美国南方满目疮痍，百废待兴。为了使美国南方可以尽快从内战的创伤中恢复过来，当时的航运和铁路大亨康内留斯·范德比尔特在1873年慷慨地出资100万美元用以建设一所大学。大学建成之初取名为中央大学（Central University）。为了纪念范德堡的无私善举，学校于1877年更名为范德堡大学，并沿用至今。范德堡大学现有来自美国和超过100个不同国家的在读学生13,100余人。
范德堡大学在全球范围内有超过40个校友会和145,000名登记在册的校友，其中包括53位现任和已卸任的美国国会议员，18位美国驻外大使，14位州长，10位亿万富豪，7位诺贝尔奖得主，2位美国副总统以及2位美国最高法院大法官。此外，范德堡大学校友中还有3位普利策奖得主、27位罗德奖学金获得者、2位奥斯卡金像奖获得者、1位葛萊美獎得主、4位外国元首以及多位奥运会运动员和奖牌获得者。

## 历史

### 建校之初

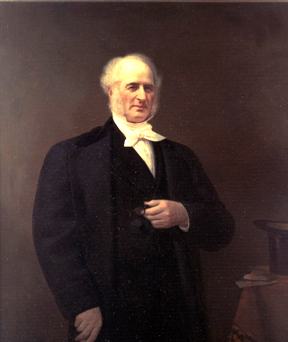
康内留斯·范德比尔特

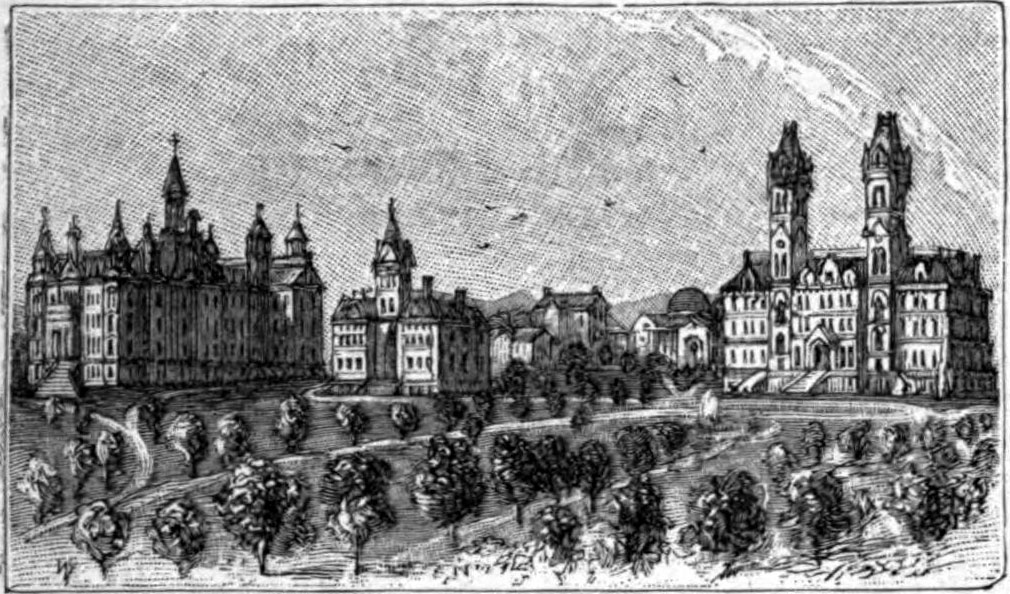
关于范德堡大学的画作
（绘于1889年）

在美国南北战争爆发以前，监理会就曾多次考虑要设立一所专门用以培养基督教传教士的教会大学。纳什维尔因为地处该教区的中心位置而成为建校地址的首选。1872年，在纳什维尔教区主教荷兰·尼蒙斯·麦克泰尔（Holland Nimmons McTyeire）的倡导下，各教会一致同意在纳什维尔正式建立一所学校，并取名为监理会附属中央大学（The Central University of the Methodist Episcopal Church, South）。然而刚刚经历了南北战争的南方正处于美國重建時期，由于缺乏人手和资金，学校迟迟无法正式开学。
随后的一年里，主教麦克泰尔一直暂住在大富豪范德堡在纽约的私人住所。范德堡与麦克泰尔为远房姻亲，范德堡的第二任妻子与麦克泰尔的妻子是表姐妹关系，而且两位女士都来自美国阿拉巴马州的莫比尔。此时的范德堡财力雄厚富可敌国，且一心想在纽约州的史泰登岛上建立一所大学用以纪念自己的母亲。然而，主教麦克泰尔很快就以“促进全美各地之间关系”的理由说服范德堡出资50万美元用以援助中央大学。
这笔捐款的额度不断累积，最终高达100万美元，其购买力相当于2015年度的2000万美元，尽管范德堡本人从未提出要将中央大学冠以自己的名号，主教麦克泰尔和学校筹建委员会的其他成员一致认为应当以范德堡来命名这座崭新的大学。
1875年秋季学期，共有约200名学生在范德堡大学办理入学，学校于10月正式开始授课。

### 世俗化

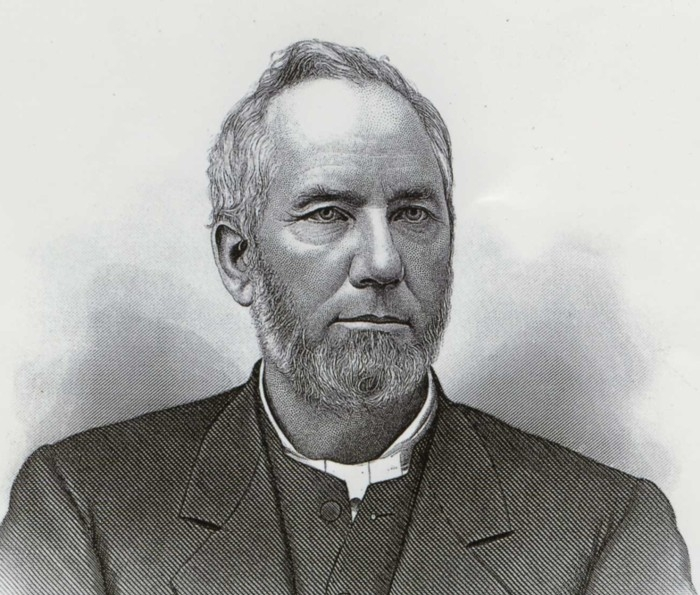
麦克泰尔主教

在建校后的40年里，学校的运营和管理一直处于监理会的监管之下，但是随着时间流逝和学校的不断发展，学校管理委员会和监管会之间出现隔阂。双方的冲突主要集中在两个问题上：1、学校管理委员会成员的合适人选。2、非循道宗人士是否可以在范德堡大学任教。
1879年，田纳西州举办了田纳西百年博览会（Tennessee Centennial Exposition）。 博览会结束后，原本陈列在帕德嫩神廟的一尊由意大利雕刻家Giuseppe Moretti塑造的范德堡铜像被迁往范德堡大学校园。
1893年，詹姆士·H·克尔克兰被任命为新校董，监理会与学校管理委员会的冲突不断加剧。在当年的筹款会上，监理会仅筹集到了5万美元，距离维持学校正常运营所需的目标金额30万美元相差甚远。
1905年，校园内主要建筑克尔克兰楼（Kirkland Hall），亦是范德堡大学历史上修建的第一座教学楼，在一次大火中被焚毁，但是很快得到了重建。借此契机，校园管理委员会通过投票的方式限制了监理会对于管理委员会的掌控：仅允许5名来自监理会的神职人员参与管理委员会的工作。一部分监理会的神职人员和主教表示反对，并试图重新对管理委员会的完全掌控。1910年，管理委员会拒绝了三名神职人员的加入请求。监理会于是将范德堡大学诉至法庭，并在地方法院赢得了诉讼。1914年3月21日，田纳西州最高法院（Tennessee Supreme Court）裁判康内留斯·范德比尔特为范德堡大学的实际缔造者，因此学校管理委员会有权力决定所有人员的任免。随后监理会内部也举行了投票表决，最终以151票对140票决定割断与范德堡大学的联系，并准备另建一所大学。这所额外筹建的大学便是后来的南方卫理公会大学。

### 1920年代 - 二战
20世纪20年代至30年代期间，范德堡大学得到来自社会各界的资金馈赠，并在校园内修建了多座建筑。
30年代，范德堡大学医学院的教授和科研人员成功的研制出了针对水痘、天花、黄热病、斑疹傷寒以及落磯山斑點熱的有效疫苗。
二战期间，范德堡大学与全美另外131所高校共同参与了由美国海军和美国海军陆战队联合发起的V-12海军学院培训计划，为在校大学生志愿参加美国海军开辟了通道。
1942年，时任范德堡大学教授的生物物理学专家馬克斯·德爾布呂克與来自印第安那大學的访问学者薩爾瓦多·盧瑞亞通过实验证明細菌對病毒的抵抗力是來自隨機突變，而不是適應上的變異。他們的研究被稱作「盧瑞亞-德爾布呂克實驗」。两位科学家于1969年一同获得诺贝尔生理学或医学奖
二战结束后不久，范德堡大学的科研人员得到来自洛克菲勒基金會的资助，并开展了一系列研究性实验。在1945年至1947年期间，范德堡的科研人员曾在实验过程中在未告知实验对象的情况下向800名孕妇提供了一定剂量的铁的同位素。事后这些孕妇将范德堡大学和洛克菲勒基金會告上法庭。1998年，法院分别判罚了范德堡大学910万美元、洛克菲勒基金會90万美元，共计1000万美元用以赔偿这些参与实验的孕妇和他们的家人。

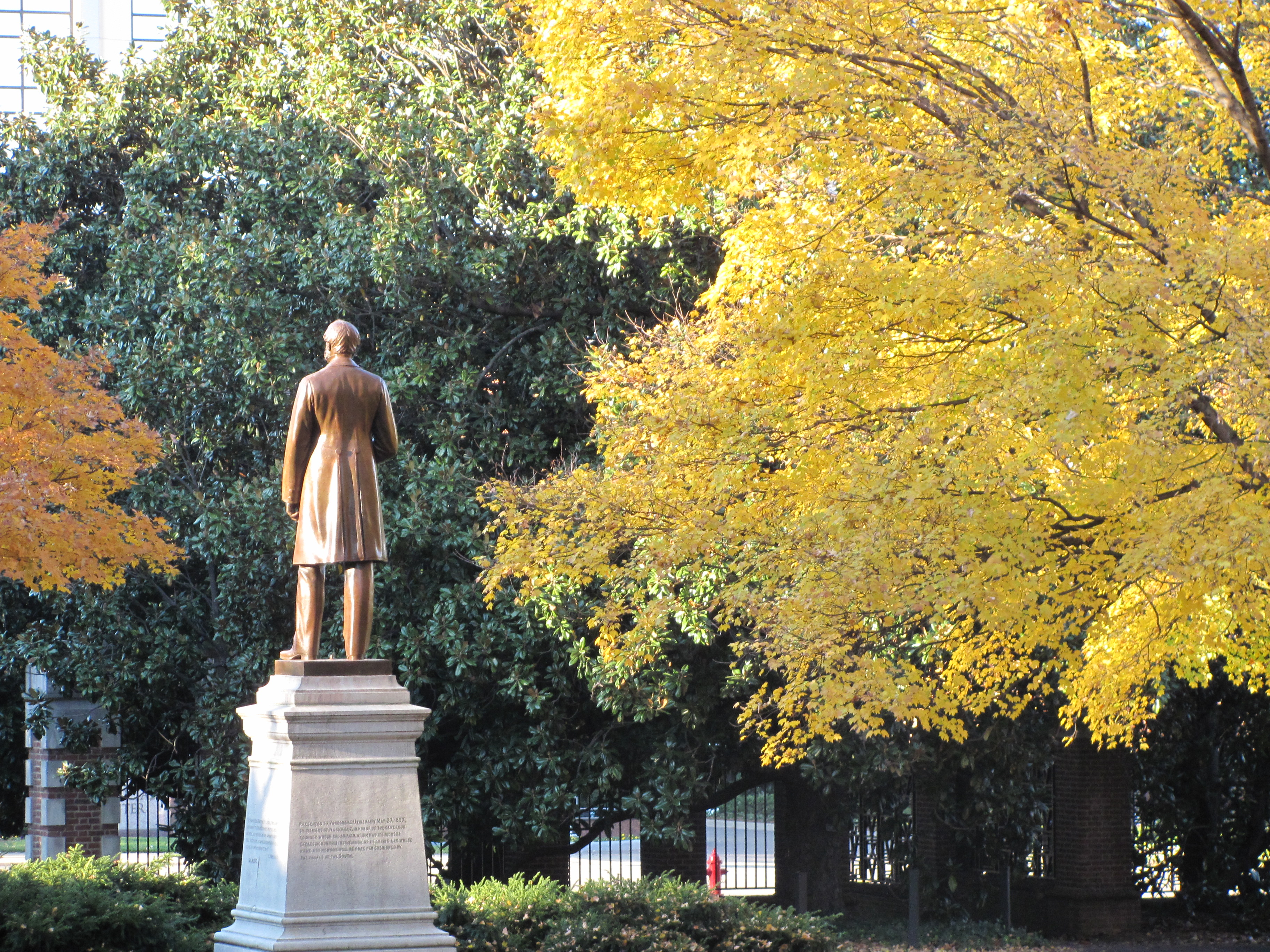
主校区内一角

### 1950年代 - 1960年代

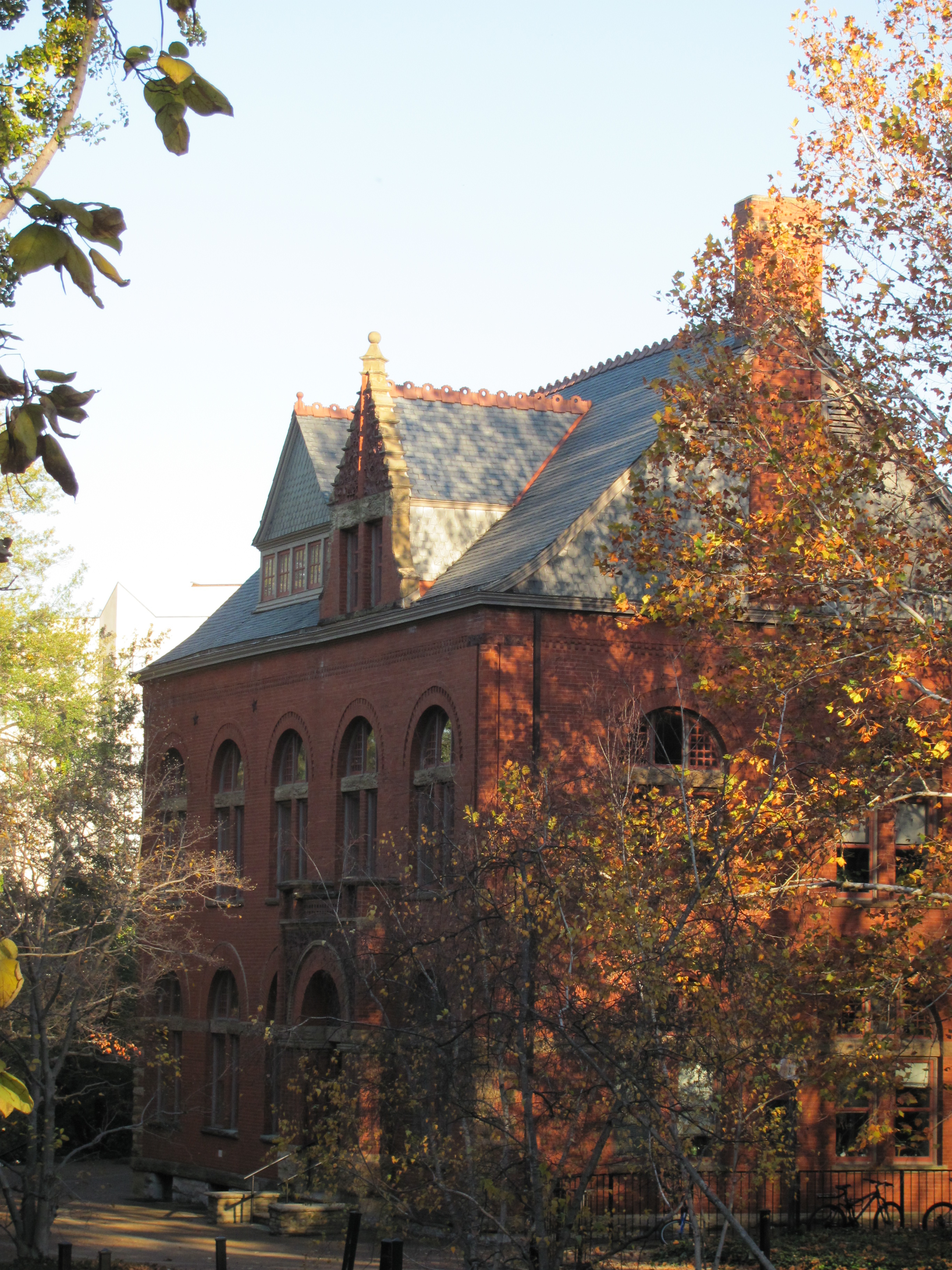
欧文管理学研究生院
Owen Graduate School of Management

1953年，范德堡大学神学院录取了第一位黑人学生。1960年，学校开除了一名非裔美國人民權運動中的黑人学生领袖，詹姆士·罗森（James Lawson）。起因是校内有人传言詹姆士·罗森在组织学生运动的过程中涉嫌违法行为。开除詹姆士的决定一经传出立刻引起了轩然大波。一部分在读学生发起了抗议。院长之一的约翰·罗伯特·尼尔森（John Robert Nelson）在学生的抗议声中宣布辞职。然而，时任校董的本尼特·哈维·布兰斯康（Bennett Harvie Branscomb）依然坚持开除詹姆士的决定，直到1980年前后才对曾经的决定显露出一丝歉意。1972年至1973年之间，爱德华·斯道尔曼（Edward Stahlman）向范德堡大学捐赠了500万美元。范德堡大学因此设立一项以爱德华·斯道尔曼命名的专项基金用以资助和奖励在职的教职员工。
1962年，范德堡大学正式宣布向黑人学生开放所有学院和专业。第一批黑人本科生于1964年秋季学期正式入学。1966年，范德堡大学征召黑人篮球运动员佩里·沃勒斯（Perry Wallace）入学在全美引起极大关注。佩里·沃勒斯也是首位在东南联盟代表大学校队参赛的黑人选手。
1964年，第一届“IMPACT座谈会”（IMPACT Symposium）在范德堡大学召开。如今举办该座谈会已成为范德堡大学的一项传统。历史上曾经参加过“IMPACT座谈会”的知名人士有：美国黑人民权运动领袖马丁·路德·金 、美国著名左翼诗人艾伦·金斯堡、南卡罗来纳州州长斯特罗姆·瑟蒙德、美国总统羅伯特·弗朗西斯·甘迺迪、英国首相玛格丽特·撒切尔、美国国务卿马德琳·奥尔布赖特、墨西哥总统比森特·福克斯·克萨达、以色列总理埃胡德·巴拉克以及多位美国总统

### 1970年代 - 当前
1979年，范德堡大学将皮博迪学院（Peabody College）合并。皮博迪学院的历史可以追溯到成立于1785年的戴维森学园（Davison Academy）。合并后皮博迪学院更名为皮博迪教育与人类发展学院（Peabody College of Education and Human Development）。

## 院系设置
范德堡大学现有学院10个，其中6个学院在建校初期就已经存在。教育学院和音乐学院则是后来通过合并加入到范德堡大学的。
| 学院名称                 | 成立年代                           |
| ------------------------ | ---------------------------------- |
| 艺术与科学学院           | 1873年                             |
| 法学院                   | 1874年                             |
| 药剂学院                 | 1874年                             |
| 神学院                   | 1875年                             |
| 皮博迪教育与人类发展学院 | 成立于1785年；1979年并入范德堡大学 |
| 研究生院                 | 1879年                             |
| 工程学院                 | 1886年                             |
| 护理学院                 | 1908年                             |
| 布莱尔音乐学院           | 成立于1964年；1986年并入范德堡大学 |
| 欧文管理学研究生院       | 1969年                             |

## 學術
范德堡大学主要建有医学中心、自然科学研究中心、美术馆、天文观测台、学术研究所、肯尼迪人类发展和教育研究中心、范德比尔特公共政策研究所、生物实验站等科研机构和教育学院、管理学院、工程学院、法学院、医学院、护理学院等研究生院，许多专业在相应领域具有很大的影响力。范德堡大学综合实力名列居於美國前列。
| 綜合排名              | 綜合排名 |
| 全球名次              | 全球名次 |
| --------------------- | -------- |
| 《ARWU》主排名        | 62       |
| 《QS》主排名          | 187      |
| 《泰晤士》主排名      | 116      |
| 《美國新聞》全球版    | 72       |
| 全国名次              |          |
| 《ARWU》主排名        | 33       |
| 《華爾街》/《泰晤士》 | 17       |
| 《福布斯》            | 27       |
| 《美國新聞》本地版    | 14       |
| 《華盛頓月刊》        | 41       |

| 听力学             | 1  |
| 生物科技           | 27 |
| 商科               | 29 |
| 化学               | 41 |
| 临床心理学         | 16 |
| 计算机             | 58 |
| 地球科学           | 68 |
| 经济学             | 35 |
| 教育学             | 6  |
| 工程学             | 39 |
| 英语言文学         | 27 |
| 历史学             | 23 |
| 法学               | 18 |
| 数学               | 44 |
| 药剂学（初级医疗） | 23 |
| 药剂学（科研）     | 16 |
| 护理学（博士）     | 5  |
| 护理学（研究生）   | 8  |
| 产科护理           | 1  |
| 物理学             | 52 |
| 政治学             | 24 |
| 心理学             | 26 |
| 公共关系           | 53 |
| 公共卫生           | 53 |
| 社会学             | 32 |
| 言語治療           | 1  |
| 统计学             | 44 |

| 人文艺术           | 149 |
| 生物与生物化学     | 64  |
| 化学               | 268 |
| 临床药剂           | 26  |
| 商务经济           | 190 |
| 工程学             | 331 |
| 免疫学             | 53  |
| 材料学             | 284 |
| 微生物学           | 100 |
| 分子生物与遗传学   | 49  |
| 神经行为学         | 76  |
| 药剂毒理学         | 40  |
| 物理学             | 197 |
| 心理学             | 44  |
| 社会科学与公共健康 | 61  |
| 宇宙科学           | 188 |

## 知名校友
- 郑元植，大韩民国第23任总理[57]
- 约翰·南斯·加纳，美国第23任副总统[58]
- 詹姆斯·克拉克·麦克雷诺兹，美国最高法院大法官[59]
- 拉馬爾·亞歷山大，美国田纳西州第45任州长、第5任美国教育部长[60]
- 格雷格·阿博特，美国得克萨斯州第48任州长[61]
- 愛德華·愛默生·巴納德，美国天文学家[62]
- 穆罕默德·尤纳斯，诺贝尔和平奖得主[63]
- 迈克尔·格恩哈特，美国国家航空航天局宇航员[64]
- 蓝华德，循道宗传教士、关西学院大学创始人
- 柏乐文，监理会传教士、苏州博习医院创始人
- 宋嘉澍，民國宋氏家族的家祖

## 外部連接
- 官方网站